# Copa Macaya
Copa Macaya - rozgrywki piłkarskie organizowane w latach 1900-1903. Uczestnikami turnieju były kluby z Katalonii. Początkowo mistrzostwa były otwarte dla wszystkich hiszpańskich klubów, dlatego niektórzy historycy uważają ten puchar za pierwsze mistrzostwa krajowe w Hiszpanii, a także za poprzednika i prekursora katalońskich mistrzostw piłki nożnej , które rozpoczęły się w 1903 roku.
Do  momentu stworzenia rozgrywek drużyny założone pod koniec 1899 roku i w ciągu 1900 roku mogły rozgrywać wyłącznie mecze towarzyskie. Było to jedno z pierwszych mistrzostw piłki nożnej rozgrywanych na Półwyspie Iberyjskim, po Taça D. Carlos I w Portugalii (1894) i Pucharze Kupców w Gibraltarze (1895).
Zostało nazwane na cześć fundatora trofeum, Alfonso Macayi, ideologa i promotora mistrzostw. W 1903 roku, trzecia i ostatnia edycja Copa Macaya organizowana przez Hispania AC odbyła się równocześnie z Copa Barcelona organizowanym przez FC Barcelona. 

## Historia

### Początki
W grudniu 1900 roku Alfonso Macaya, ówczesny honorowy prezes Hispania AC , zaczął rozwijać ideę mistrzostw piłkarskich rozgrywanych w formacie ligowym między różnymi klubami z Hiszpanii. Ostatecznie wzięło w nich udział tylko sześć katalońskich drużyn, z czego tylko jedna była drużyną spoza Barcelony, Tarragona Club. Pozostali uczestnicy, oprócz Tarragony i samej Hispanii AC, to FC Barcelona, Sociedad Franco-Española, SD Santanach i Club Espanyol (obecnie RCD Espanyol). 
Macaya zamówił puchar u londyńskiego mistrza złotnictwa, ale nikt nic o nim nie wiedział, ani nie pojawił się on podczas pierwszych mistrzostw. Zaledwie kilka dni przed meczem finałowym puchar został publicznie zaprezentowany, co spowodowało pewne rozczarowanie z powodu jego niewielkich rozmiarów i tego, że nie był wykonany ze złota, lecz ze srebra.  Puchar ten nie był jednak przeznaczony dla zwycięzcy pierwszej edycji, ale dla tego, kto wygrał go trzy razy, co było warunkiem przyjęcia go na własność, co było wówczas bardzo powszechne.

### Pierwsza edycja
Hispania AC została pierwszym katalońskim mistrzem po wygraniu inauguracyjnego Copa Macaya. Tytuł został rozstrzygnięty dopiero w ostatniej kolejce turnieju, która odbyła się 14 kwietnia 1901 roku. FC Barcelona musiała pokonać Hispanię AC, aby przynajmniej wymusić dogrywkę, ale zamiast tego zremisowała 1:1 po tym, jak sędzia kontrowersyjnie nie uznał drugiego gola Barcelony, dając tym samym gospodarzom jedyne mistrzostwo w ich krótkiej historii. Inauguracyjny Copa Macaya był otoczony protestami przeciwko komisji zawodów, ponieważ zarówno Espanyol, jak i Barça twierdziły, że sędziowanie faworyzowało gospodarzy przez cały turniej.  Gustavo Green był kapitanem Hispanii AC i najlepszym graczem turnieju, odgrywając kluczową rolę w tym, aby jego drużyna stała się pierwszym hiszpańskim klubem, który zdobył oficjalny tytuł. Joan Gamper był kapitanem FC Barcelony i najlepszym zawodnikiem tej drużyny na turnieju, zdobywając 31 goli, zostając najskuteczniejszym strzelcem turnieju. 

### Druga edycja
W kolejnym sezonie FC Barcelona podniosła trofeum Copa Macaya, swój pierwszy w historii puchar. W tej edycji rywalizacja między Hispanią AC a FC Barceloną została powtórzona, ale tym razem FC Barcelona jest znacznie lepsza od wszystkich swoich rywali, łatwo wygrywając wszystkie mecze i cały turniej.W ośmiu rozegranych meczach turnieju Barça straciła tylko dwa gole, w wygranym 2:4 meczu z Hispanią 6 stycznia 1902 roku i strzeliła aż 60 goli, z czego 15 padło w ostatniej kolejce, w wygranym 15–:0 meczu z Català SC 23 marca 1902 roku. Udo Steinberg zdobył 6 goli, a Joan Gamper i Arthur Leask zdobyli po hat-tricku.

### Trzecia edycja
Pod koniec 1902 roku Hispania AC była już w kryzysie, ale mimo to zorganizowała trzecią edycję turnieju. Wśród pretendentów pozostają trzej najważniejsi, organizator Hispania AC, FC Barcelona i Espanyol. Tabelę uzupełniają dwa mniejsze kluby, SC Universitari, który rywalizował już w poprzedniej edycji, oraz FC Internacional. Turniej rozpoczyna się 30 listopada 1902 roku starciem gospodarzy z mistrzami, które FC Barcelona wygrywa 2:0, jednak wynik został uznany za nieważny z powodu wystawienia przez Barçę nieuprawnionego zawodnika. Ich reakcją było wycofanie się z turnieju, ponieważ klub uznał decyzję za całkowicie bezpodstawną i niesprawiedliwą i postanowił zorganizować własny turniej, zwany Copa Barcelona.

### Posiadanie Pucharu
Wraz ze spadkiem popularności Hispania AC pod koniec 1903 roku stało się oczywiste, że historia Copa Macaya dobiega końca, co wywołało debatę na temat tego, kto ma prawo do zdobycia Pucharu, ponieważ w każdej edycji wygrywała inna drużyna (Hispania AC, FC Barcelona i Club Español). Aby rozwiązać tę sytuację, zaplanowano na listopad 1903 roku mistrzostwo pomiędzy trzema poprzednimi mistrzami, Hispania AC, FC Barcelona i Club Español, w których rywalizowano o prawo do zatrzymania trofeum. Jednak gdy nadszedł listopad, Hispania AC już nie istniała a ponieważ Club Español wygrał wszystkie mecze tego sezonu z FC Barceloną, trofeum przyznano jej.

## Wyniki

### 1901
| Pozycja | Zespół                     | M | Z | R | P | Br+ | Br- | +/- | Punkty | Kwalifikacja lub spadek |
| ------- | -------------------------- | - | - | - | - | --- | --- | --- | ------ | ----------------------- |
| 1       | Hiszpania AC               | 8 | 7 | 1 | 0 | 39  | 2   | +37 | 15     | Mistrz                  |
| 2       | FC Barcelona               | 8 | 6 | 1 | 1 | 51  | 4   | +47 | 13     |                         |
| 3       | Club Espanyol              | 8 | 3 | 0 | 5 | 6   | 6   | 0   | 6      |                         |
| 4       | Club Tarragona             | 8 | 2 | 0 | 6 | 0   | 30  | −30 | 4      |                         |
| 5       | Sociedad Franco-Española   | 8 | 1 | 0 | 7 | 0   | 54  | −54 | 2      |                         |
| 6       | SD Santanach (wycofał się) | 0 | 0 | 0 | 0 | 0   | 0   | 0   | 0      |                         |

### 1902
| Pozycja | Zespół          | M | Z | R | P | Br+ | Br- | +/- | Punkty | Kwalifikacja lub spadek |
| ------- | --------------- | - | - | - | - | --- | --- | --- | ------ | ----------------------- |
| 1       | FC Barcelona    | 8 | 8 | 0 | 0 | 60  | 2   | +58 | 16     | Mistrz                  |
| 2       | Hiszpania AC    | 8 | 6 | 0 | 2 | 30  | 7   | +23 | 12     |                         |
| 3       | Club Espanyol   | 6 | 3 | 1 | 2 | 11  | 20  | -9  | 7      |                         |
| 4       | Universitary SC | 8 | 1 | 2 | 5 | 8   | 33  | -25 | 4      |                         |
| 5       | Català SC       | 8 | 0 | 1 | 7 | 3   | 50  | −47 | 1      |                         |

Źródło: RSSSF

### 1903
| Pozycja | Zespół                         | M | Z | R | P | Br+ | Br- | +/- | Punkty | Kwalifikacja lub spadek |
| ------- | ------------------------------ | - | - | - | - | --- | --- | --- | ------ | ----------------------- |
| 1       | Club Espanyol                  | 4 | 3 | 0 | 1 | 9   | 2   | +7  | 6      | Mistrz                  |
| 2       | Hiszpania AC                   | 4 | 3 | 0 | 1 | 10  | 3   | +7  | 6      |                         |
| 3       | FC Internacional               | 4 | 0 | 0 | 4 | 1   | 15  | -14 | 0      |                         |
| 4       | FC Barcelona (wycofała się)    | 0 | 0 | 0 | 0 | 0   | 0   | 0   | 0      |                         |
| 5       | Universitary SC (wycofała się) | 0 | 0 | 0 | 0 | 0   | 0   | 0   | 0      |                         |

Źródło: RSSSF

#### Dogrywka
Club Espanyol i Hispania AC uzyskały tyle samo punktów, więc aby wyłonić zwycięzcę, konieczna była dogrywka.
| 12 kwietnia 1903- | Club Espanyol | 3:1 | Hiszpania AC | - |
| 12 kwietnia 1903- |               | 3:1 |              | - |

## Statystyki

### Zdobywcy tytułów
| Lp. | Nazwa klubu  | Zdobywca | Finalista | Lata triumfów |
| --- | ------------ | -------- | --------- | ------------- |
| 1.  | Hispania AC  | 1        | 2         | 1901          |
| 2.  | Club Español | 1        | 1         | 1902          |
| 3.  | FC Barcelona | 1        | 1         | 1903          |

### Najlepsi strzelcy w turnieju
| Sezon | Strzelec      | Druzyna      | Gole |
| ----- | ------------- | ------------ | ---- |
| 1901  | Joan Gamper   | FC Barcelona | 31   |
| 1902  | Joan Gamper   | FC Barcelona | 19   |
| 1903  | Gustavo Green | Club Español | 7    |

### Najlepsi strzelcy wszech czasów
| Miejsce | Strzelec        | Druzyna                               | Gole | Turniej                      |
| ------- | --------------- | ------------------------------------- | ---- | ---------------------------- |
| 1.      | Joan Gamper     | FC Barcelona                          | 50   | 1901 (31), 1902 (19)         |
| 2.      | Udo Steinberg   | FC Barcelona                          | 17   | 1902 (17)                    |
| 3.      | Gustavo Green   | Hispania AC FC Barcelona Club Español | 17   | 1901 (9), 1902 (1), 1903 (7) |
| 4.      | John Parsons    | FC Barcelona                          | 11   | 1901 (8), 1902 (3)           |
| 5.      | Jan Hamilton    | Hispania AC                           | 7    | 1901 (7)                     |
| 6.      | Paul Widerkehr  | FC Barcelona                          | 6    | 1902 (6)                     |
| 8.      | Joseph Black    | Hispania AC                           | 5    | 1901 (5)                     |
| 8.      | Alexander Black | FC Barcelona                          | 5    | 1901 (5)                     |